# Seznam rakouských hudebních skladatelů
Tento seznam zahrnuje hudební skladatele jakkoli spjaté s Rakouskem.
Historicky vzato je jen zčásti správné jmenovat zde jen německé skladatele, kteří mají jakou svou zemi původu na území dnešního Rakouska. Lze totiž také rozlišovat mezi německojazyčnými a cizojazyčnými skladateli klasické hudby působící v Rakousku, aniž bychom brali v potaz národnost skladatelů.
V historickém kontextu tvořila dnešní Rakouská republika jen malou část území habsburského Rakouského císařství resp. Rakouska-Uherska, i když Němci v habsburské monarchii, jako např. Rakouští Němci, byli dominantní složkou obyvatelstva mnohonárodnostního státu. Rakušany se myslí jen ti Němci, jejichž mateřským jazykem je němčina. V tomto smyslu jsou zde tedy uvedeni také někteří rakouští skladatelé, kteří jsou zároveň uvedeni v seznamu německých skladatelů klasické hudby.
Podobná hesla:

- Seznam německých skladatelů klasické hudby

## A
- Klaus Ager (* 1946)
- Andreas Aigmüller (* 1952)
- Luna Alcalay (1918-2012)
- Johann Georg Albrechtsberger (1736–1809)
- Hans Erich Apostel (1901–1972)
- Paul Angerer (* 1927)

## B
- Friedrich Bayer (1902–1954)
- Josef Bayer (1852–1913)
- Gerhart Banco (* 1926)
- Alban Berg (1885–1935)
- Theodor Berger (1905-1992)
- Emil Berlanda (1905–1960)
- Heinrich Ignaz Franz Biber (1644–1704)
- Julius Bittner (1874-1939)
- Herbert Blendinger (* 1936)
- Giuseppe Bonno (1711-1788)
- Johannes Brahms (1833-1897)
- Max Brand (1896–1980)
- Johannes Brassart (kolem 1400/1410 – po 1445)
- Anton Bruckner (1824–1896)
- Francis Burt (1926-2012)

## C
- Friedrich Cerha (* 1926)
- Antonio Cesti (1623–1669)
- Carl Czerny (1791–1857)

## D
- Johann Nepomuk David (1895–1977)
- Anton Diabelli (1781–1858)
- Carl Ditters von Dittersdorf (1739–1799)
- Jiří Družecký (1745–1819)
- Richard Dünser (* 1959)

## E
- Horst Ebenhöh (1930)
- Anton Eberl (1765–1807)
- Helmut Eder (1916-2005)
- Hermann Edlerawer (činný kolem 1440–45)
- Gottfried von Einem (1918–1996)
- Sebastian Ertel (1550/60–1618)
- Iván Eröd (* 1936)
- Karlheinz Essl (* 1960)
- Jury Everhartz (* 1971)
- Joseph von Eybler (1765–1846)

## F
- Daniel Feik (*1986)
- Martin Fischer (* 1955)
- Wolfgang Florey (* 1945)
- Franz Xaver Frenzel (* 1945)
- Albin Fries (* 1955)
- Robert Fuchs (1847–1927)
- Reinhard Fuchs (* 1974)
- Beat Furrer (* 1954)
- Georg Furxer (* 1981)
- Karl Heinz Füssl (1924–1992)
- Johann Joseph Fux (1660–1741)

## G
- Bernhard Gál (* 1971)
- Hans Gál (1890–1987)
- Jacobus Gallus (1550–1591)
- Johann Baptist Gänsbacher (1778-1844)
- Florian Gassmann (1729-1774)
- Heinrich Gattermeyer (* 1923)
- Richard Genée (1823-1895)
- Karl Goldmark (1830-1915)
- Hermann Grabner (1886–1969)
- Franz Karl Gruber (1787-1863)
- Heinz Karl Gruber (* 1943)
- Ludwig Gruber (1874–1964)
- Friedrich Gulda (1930-2000)

## H
- Georg Friedrich Haas (1953)
- Roman Haubenstock-Ramati (1919-1994)
- Josef Matthias Hauer (1883–1959)
- Siegmund von Hausegger (1872-1948)
- Joseph Haydn (1732–1809)
- Michael Haydn (1737–1806)
- Joseph Hellmesberger (1855-1907)
- Richard Heuberger (1850-1914)
- Heinrich von Herzogenberg (1843–1900)
- Paul Hofhaimer (1459–1537)
- Erich von Hornbostel (1877–1935)
- Géza Horváth (1868-1925)
- Johann Nepomuk Hummel (1778–1837)
- Anselm Hüttenbrenner (1794–1868)

## I
- Amando Ivančić

## J
- Hanns Jelinek (1901-1969)
- Bernhard Jestl (* 1960)
- Ferry Janoska (* 1959)

## K
- Alexandra Karastoyanova-Hermentin (* 1968)
- Wilhelm Kienzl (1857–1941)
- Paul Kont (1920-2000)
- Erich Wolfgang Korngold (1897–1957)
- Heinz Kratochwil (1933-1995)
- Ernst Krenek (1900–1991)
- Johannes Kretz (* 1968)

## L
- Joseph Lanner (1801–1843)
- Orlando di Lasso (1532–1594)
- Franz Lehár (1870–1948)
- císař Leopold I. (1640–1705)
- Robert Leukauf (1902-1976)
- Bruno Liberda (*1953)
- György Ligeti (1923–2006)
- Franz Liszt (1811–1886)
- Bernhard Loibner (* 1965)
- Andor Losonczy (* 1932)

## M
- Gustav Mahler (1860–1911)
- Eusebius Mandyczewski (1857–1929)
- Marianna Martines (1744–1812)
- Joseph Marx (1882–1964)
- Richard Maux (1893–1971)
- Christian Minkowitsch (* 1962)
- Matthias Georg Monn (1717–1750)
- Leopold Mozart (1719–1787)
- Wolfgang Amadeus Mozart (1756–1791)
- Franz Xaver Wolfgang Mozart (1791–1844)
- Georg Muffat (1653–1704)

## N
- Tibor Nemeth (* 1961)
- Friedrich Neumann (1915-1989)
- Helmut Neumann (* 1938)
- Olga Neuwirth (* 1968)

## P
- Thomas Pernes (* 1956)
- Werner Pirchner (1940–2001)
- Alessandro Poglietti (?–1683)
- Gerhard Präsent (* 1957)
- Heinrich Proch (1809–1878)
- Ignaz Josef Pleyel (1757-1831)
- Marian Paradeiser (1747 – 1775)

## R
- Michael Radanovics (* 1958)
- Benedict Randhartinger (1802–1893)
- Franz Josef Reinl (1903–1977)
- Emil Nikolaus von Reznicek (1860–1945)
- Ludwig Rochlitzer (1880–1945)
- Hans Rott (1858-1884)

## S
- Antonio Salieri (1750–1825)
- Johann Heinrich Schmelzer (kolem 1623–1680)
- Franz Schmidt (1874–1939)
- Hartmut Schmidt (*1946)
- Arnold Schönberg (1874–1951)
- Franz Schreker (1878–1934)
- Franz Schubert (1797–1828)
- Ignaz Schuster (1779–1835)
- Kurt Schwertsik (* 1935)
- Maximilian Stadler (1748-1833)
- Johann Stadlmayr (1565–1648)
- Othmar Steinbauer (1895–1962)
- Max Steiner (1888–1971)
- Oscar Straus (1870–1954)
- Johann Strauß ml. (1825–1899)
- Johann Strauß st. (1804–1849)
- Josef Strauß (1827–1870)
- Bruno Strobl (* 1949)
- Balduin Sulzer (* 1932)
- Salomon Sulzer (1804–1890)
- Franz Xaver Süßmayr (1766-1803)

## T
- Jenö Takács (1902–2005)
- Franz Thürauer (* 1953)

## U
- Erich Urbanner (* 1936)

## V
- Ernst Vogel (1926-1990)

## W
- Georg Christoph Wagenseil (1715–1777)
- Anton Webern (1883–1945)
- Ambros Wilhelmer (1902-1991)
- Friedrich Wildgans (1913-1965)
- Herbert Willi (1956)
- Gerhard Wimberger (1923)
- Egon Wellesz (1885–1974)
- Joseph Woelfl(1773-1812)
- Hugo Wolf (1860–1903)
- Josef Venantius von Wöss (1863–1943)
- Paul Wranitzky (1756–1808)
- Alexander Wunderer (1877-1955)

## Z
- Alexander von Zemlinsky (1871–1942)
- Carl Michael Ziehrer (1843–1922)
- Grete von Zieritz (1899-2001)
- Wilhelm Zobl (1950–1991)
- Otto M. Zykan (1935–2006)